# Haplochromis howesi
Haplochromis howesi là một loài cá thuộc họ Cichlidae. Loài này có ở Kenya và Tanzania. Môi trường sống tự nhiên của chúng là hồ nước ngọt.